# Kleinräumige Gliederung
Als Kleinräumige Gliederung bezeichnet man die Einteilung eines Stadt- oder Gemeindegebietes in kleinräumige Einheiten, die sich auf die Adresse (Straße und Hausnummer) als kleinste Einheit des statistischen Raumbezugssystems beziehen, zum Zweck der Datenerhebung und Erstellung von Statistiken oder der Erstellung neuer Gebietseinteilungen wie z. B. der Wahlbezirke.

## Aufbau
Die Elemente der Kleinräumigen Gliederung sind z. B. Stadtbezirke, Ortsteile, statistische Bezirke, (Bau-)Blöcke und deren Blockseiten. Die Begrifflichkeiten können in den einzelnen Städten verschieden sein, bezeichnen aber sinngemäß die gleichen Einheiten. Die Definition des Deutschen Städtetags lautet wie folgt: „Die Kleinräumige Gliederung als Lokalisierungs- und Zuordnungssystem ist ein unverzichtbares Organisationsmittel der Kommunalverwaltung für Statistik, Planung und Verwaltungsvollzug. Sie gründet sich auf Straße und Hausnummer, d. h. auf die Adresse, als Ortsangabe und eine bis zum Baublock und zur Blockseite differenzierte räumliche Gliederung des Gemeindegebietes.“
Die kleinsten Einheiten dieses indirekten Raumbezugs sind also Blockseiten mit den zugehörigen Hausnummernbereichen. Die Blockseiten dienen der regionalen Zuordnung und Aggregation der Erhebungsmerkmale von amtlichen Statistiken: „Blockseite ist innerhalb eines Gemeindegebiets die Seite mit gleicher Straßenbezeichnung von der durch Straßeneinmündungen oder vergleichbare Begrenzungen umschlossenen Fläche.“ (§ 10 Abs. 3 BStatG) Sinngemäßes bzw. Gleichlautendes findet sich auch in den Statistikgesetzen der Länder und den Satzungen der Kommunalstatistik.
In den meisten Fällen entspricht ein Block der Fläche zwischen den Straßen, es können aber auch Blöcke aneinandergrenzen, ohne dass eine Straße zwischen ihnen liegt. Ein Block ist also ein zusammenhängender Komplex von Grundstücken und besteht immer aus einem geschlossenen Polygonzug, Blöcke können nicht aus räumlich getrennten Flächen bestehen, auch können sie sich nicht überlappen. Eine Blockseite ist eine der Kanten, die einen Block begrenzen, sie werden von Straßen, Topografien (z. B. Gewässer, Eisenbahnlinien, Feldwege) oder Verwaltungsgrenzen gebildet. Alle Hausnummern (in Berlin als Grundstücksnummern bezeichnet) im Stadt- oder Gemeindegebiet werden jeweils genau einer Blockseite zugeordnet.
Die Angaben Amtlicher Gemeindeschlüssel (AGS; früher Amtliche Gemeindekennzahl – GKZ), Blockseitennummer, Hausnummer und ggf. Hausnummernzusatz (Buchstabe und/oder Teiler) zusammen können so ein Gebäude im Bundesgebiet eindeutig identifizieren.

### Beispiel
8-stelliger AGS und 8-stellige Blockseitennummer der Blockseite, an der sich der Haupteingang des Leipziger Neuen Rathauses befindet:
| 14 7 13 000 |  | 0 | 0 | 1 |  | 022 | 02 |
| ----------- |  | - | - | - |  | --- | -- |

| 14 7 13 000 | Amtlicher Gemeindeschlüssel (AGS)               | Sachsen, Direktionsbezirk Leipzig, Leipzig, kreisfreie Stadt |
| 0           | Stadtbezirk                                     | Mitte                                                        |
| 00          | Ortsteil                                        | Zentrum                                                      |
| 001         | statistischer Bezirk                            |                                                              |
| 022         | Blocknummer innerhalb des statistischen Bezirks |                                                              |
| 02          | Blockseite                                      | Blockgrenze: Martin-Luther-Ring                              |

## Anwendung
Aus den Grundbestandteilen der kleinräumigen Gliederung lassen sich Gebietseinteilungen des Stadt- oder Gemeindegebiets nach den unterschiedlichsten Gesichtspunkten mosaikartig zusammenstellen, beispielsweise Planungsräume, Sozialregionen (No-Go-Areas), Verkehrszellen, Schulsprengel oder Wahlbezirke.
Mit Hilfe eines statistischen Raumbezugssystems können in einer abgeschotteten Statistik-Dienststelle (und entsprechend dem Statistikgeheimnis nur dort) Einzeldaten aus den Verwaltungsregistern (z. B. dem Melderegister) für die verschiedenen Gebietseinteilungen aufbereitet werden. Dabei werden die räumlichen Bezüge der Einzeldaten durch Aggregation zu beliebigen größeren räumlichen Einheiten zusammengefasst. Standardmäßig erfolgt die hierarchische Ordnung von (Bau-)Blöcken als kleinste flächige Einheiten hin zu den übergeordneten Distrikten und Bezirken. Dabei bleibt das System offen für die Aufnahme und Auswertung weiterer Datenquellen und Gebietseinteilungen.
Die Ergebnisse können datentechnisch ausgewertet werden. Dabei erfolgt im einfachsten Fall eine tabellarische Zusammenstellung, die Verteilungen der verschiedenen Werte lassen sich als thematische Karten darstellen.
Für nationale und internationale Vergleiche von Stadtteiltypen erfolgt eine überregionale Abstimmung der Gebietseinheiten mit dem Bundesamt für Bauwesen und Raumordnung und mit dem Statistischen Amt der Europäischen Union (Eurostat). Die Kommunalstatistik schließt damit die Informationslücke der amtlichen Statistik, da vom Statistischen Bundesamt bzw. den Statistischen Landesämtern nur Daten bis auf Gemeindeebene veröffentlicht werden.